# Giro di Romagna 1988
Il Giro di Romagna 1988, sessantatreesima edizione della corsa, si svolse il 24 settembre 1988 su un percorso di 234 km. La vittoria fu appannaggio dello svizzero Stefan Joho, che completò il percorso in 5h50'00", precedendo gli italiani Pierino Gavazzi e Maurizio Fondriest.

## Ordine d'arrivo (Top 10)
| Pos. | Corridore          | Squadra              | Tempo    |
| ---- | ------------------ | -------------------- | -------- |
| 1    | Stefan Joho        | Ariostea-Gres        | 5h50'00" |
| 2    | Pierino Gavazzi    | Fanini-Seven Up      | s.t.     |
| 3    | Maurizio Fondriest | Alfa Lum-Ecoflam     | s.t.     |
| 4    | Gianni Bugno       | Château d'Ax Salotti | s.t.     |
| 5    | Paolo Cimini       | Fanini-Seven Up      | s.t.     |
| 6    | Enrico Grimani     | Alba Cucine-Benottto | s.t.     |
| 7    | Omar Pedretti      | CyndareLla-Isotonic  | s.t.     |
| 8    | Luca Gelfi         | Del Tongo-Colnago    | s.t.     |
| 9    | Micol Gianelli     | Alba Cucine-Benottto | s.t.     |
| 10   | Rolf Sørensen      | Ariostea-Gres        | s.t.     |